# Isabelle Fuhrman
Isabelle Fuhrman (nascuda el febrer de 25, 1997) és una actriu nord-americana. És més coneguda pel seu paper d'Esther a la pel·lícula de terror Orphan (2009) i la seva preqüela Orphan: First Kill (2022), fet que ha fet que algunes publicacions l'etiquetin com una "icona de terror" per la seva actuació. També va interpretar a Clove a la pel·lícula d'aventures distòpica The Hunger Games (2012).

## Primers anys de vida
Isabelle Fuhrman va néixer a Washington, DC, filla d'⁣Elina Fuhrman (nascuda amb el nom de Kozmits), periodista, autora, activista del benestar i fundadora de l'empresa de sopes veganes Soupelina, i Nick Fuhrman, un antic candidat a les primàries polítiques de Wisconsin (a la Cambra de Diputats) i consultor empresarial. El seu pare, d'origen irlandès, va ser adoptat per una família jueva. La seva mare és una immigrant jueva russa, de la Moldàvia soviètica. Té una germana gran, Madeline (nascuda el 21 d'agost de 1993). Ella i la seva família es van traslladar a Atlanta el 1999 quan la seva mare es va unir a CNN. Per a l'escola secundària, va assistir a la Buckley School, una escola privada de Sherman Oaks. Fuhrman també va assistir breument a RADA, i va assistir breument a les escoles de Westminster a Atlanta, Geòrgia. Fuhrman es va graduar a l'escola secundària en línia de la Universitat Stanford el 2015.

## Carrera
La carrera d'actriu de Fuhrman va començar als set anys, quan un director de càsting de Cartoon Network la va veure esperant la seva germana gran Madeline i la va seleccionar per a un dels espectacles, Cartoon Fridays. Fuhrman va fer el seu debut a la gran pantalla només uns anys més tard al drama de 2007 Hounddog. El mateix any, Fuhrman va ser escollida per protagonitzar la pel·lícula Orphan al costat de Vera Farmiga i Peter Sarsgaard. Fuhrman va ser seleccionada després d'una recerca exhaustiva a tot el país d'actrius joves per retratar la protagonista a Warner Bros. col·laboració entre Appian Way de Leonardo DiCaprio i Dark Castle Entertainment de Joel Silver.
Els altres crèdits de Fuhrman inclouen Grace O'Neil a l'episodi pilot de la sèrie de televisió de 2006 Justice, i una sèrie d'anuncis nacionals per a marques com Pizza Hut i K-Mart. La seva actuació com a Gretchen Dennis (també coneguda com a Girl Ghost) al costat de Jennifer Love Hewitt en un episodi de Ghost Whisperer del 2008 li va valer una nominació al Young Artist Award. Fuhrman també va aparèixer en sketches de comèdia a The Tonight Show amb Jay Leno.
El 2011, Fuhrman va interpretar a Angie Vanderveer a la comèdia negra Salvation Boulevard (basada en la novel·la de Larry Beinhart), amb un repartiment que incloïa Pierce Brosnan i Marisa Tomei, i que es va estrenar al Festival de Cinema de Sundance. També el 2012, Fuhrman va donar veu a l'assassina genèticament millorada Victoria a Hitman: Absolution.
El 2012, Fuhrman va interpretar a Clove, un homenatge a la carrera que intenta matar el personatge principal, Katniss, a la pel·lícula Els jocs de la fam. Originalment, va fer una audició per interpretar a Katniss Everdeen, però era massa jove per interpretar el paper, ja que tenia 14 anys en aquell moment. Va ser cridada de nou per fer una audició per a Clove i va aconseguir el paper amb èxit. El 15 de maig de 2012 es va anunciar que Fuhrman protagonitzaria el remake del clàssic de terror de 1977, Suspiria⁣; tanmateix, més tard es va anunciar que la producció estava encallada en problemes legals i que la pel·lícula seria retardada o cancel·lada.
El 24 de maig de 2013, Fuhrman va interpretar a Max a la següent pel·lícula de Kevin Connolly, Dear Eleanor, una pel·lícula que es va estrenar el 2015. Aquell any següent, Fuhrman va participar en la pel·lícula Cell, una adaptació de Stephen King. El 2015, va ser seleccionada per a un "paper recurrent important" a la sèrie dramàtica de Showtime Masters of Sex, interpretant Tessa, la filla de Virginia Johnson (Lizzy Caplan). Fuhrman també va ser el protagonista del drama independent Hellbent.
El 2021, Fuhrman va guanyar la millor actriu en un llargmetratge narratiu nord-americà al Festival de cinema de Tribeca del 2021 per la seva actuació "explosiva" al debut com a directora de Lauren Hadaway (que també va guanyar la millor funció narrativa dels EUA a Tribeca 2021) The Novice. La seva actuació i la pel·lícula van aconseguir l'aclamació de la crítica, els premis Oscar, i els crítics van qualificar el torn de Fuhrman com "una transformació de Daniel Day-Lewis" i "la millor actuació de l'any". Fuhrman va ser nominada com a actriu principal als Independent Film Awards.
El 2020, es va anunciar que Fuhrman repetiria el seu paper d'Esther en una preqüela Orphan. La pel·lícula, titulada Orphan: First Kill, es va estrenar l'agost de 2022, amb l'actuació de Fuhrman una vegada més elogiada.

## Treball solidari
Fuhrman va ser convençuda per Save the Children el 2010 per ser un defensor de celebritats del seu projecte "Caps for Good". Ella i diversos voluntaris de Save the Children han ajudat a teixir centenars de gorres per a nadons en un esforç per reduir la taxa de mortalitat dels nadons als països en desenvolupament. Fuhrman forma part del consell assessor de la Love & Art Kids Foundation, una organització sense ànim de lucre amb seu a Los Angeles.

## Filmografia

### Pel·lícula
| Curs | Títol                                  | Rol                     | Notes              |
| ---- | -------------------------------------- | ----------------------- | ------------------ |
| 2007 | Hounddog                               | Gwendolyn (Saltamontes) |                    |
| 2009 | L'òrfena                               | Esther                  |                    |
| 2010 | Sammy's Adventures: The Secret Passage | Hatchling Shelly (veu)  |                    |
| 2011 | Salvation Boulevard                    | Angie                   |                    |
| 2011 | El turó de les roselles                | Sora Matsuzaki (veu)    | Doblatge en anglès |
| 2012 | Els jocs de la fam                     | Clau d'olor             |                    |
| 2013 | Don't Let Me Go                        | Michelle                |                    |
| 2013 | Després de la Terra                    | Rayna                   | Sense acreditar    |
| 2014 | All the Wilderness                     | Val                     |                    |
| 2014 | The Snow Queen 2                       | Alfida (veu)            | versió en anglès   |
| 2016 | Cell                                   | Alice Maxwell           |                    |
| 2016 | Dear Eleanor                           | Max la cera             |                    |
| 2016 | 1 Night                                | Bea                     |                    |
| 2016 | Ink                                    | Tinta                   | Pel·lícula curta   |
| 2018 | Hellbent                               | Danni Frost             | Completa           |
| 2018 | Per un passadís fosc                   | Izzy                    |                    |
| 2018 | The Delta Girl                         | Magnolia                | Pel·lícula curta   |
| 2018 | Good Girls Get High                    | Morgan                  |                    |
| 2018 | Otherland                              | Rosa                    | Pel·lícula curta   |
| 2018 | Tracks                                 | Marta                   | Pel·lícula curta   |
| 2020 | Tape                                   | Perla                   |                    |
| 2021 | L'aspirant                             | Àlex Dall               |                    |
| 2021 | The Last Thing Mary Saw                | Elionor                 |                    |
| 2021 | Escape Room: Tournament of Champions   | Claire                  | Versió ampliada    |
| 2022 | Orphan: First Kill                     | Esther / Leena Klammer  |                    |
| TBA  | Sheroes                                | Esdras                  | Post-producció     |
| TBA  | Unit 234                               | Laurie Saltair          | Post-producció     |

### Televisió
| Curs      | Títol                | Rol              | Notes                                                    |
| --------- | -------------------- | ---------------- | -------------------------------------------------------- |
| 2006      | Justice              | Grace O'Neil     | Episodi: "Pilot"                                         |
| 2008      | Ghost Whisperer      | Gretchen Dennis  | Episodi: "Pieces of You"                                 |
| 2009      | Children of the Corn | Veus addicionals | Pel·lícula de televisió                                  |
| 2010      | Pleading Guilty      | Carrie           | Pel·lícula de televisió                                  |
| 2011      | The Whole Truth      | Lírica Byrne     | Episodi: "Perfect Witness"                               |
| 2013 2020 | Adventure Time       | Shoko            | Episodis: "The Vault" i " Together Again "; paper de veu |
| 2015      | Masters of Sex       | Tessa Johnson    | Paper recurrent, 8 episodis                              |

### Videojocs
| Curs | Títol                              | Rol de veu          | Notes              |
| ---- | ---------------------------------- | ------------------- | ------------------ |
| 2007 | Disney Princess: Enchanted Journey | Heroine             |                    |
| 2012 | Hitman: Absolution                 | Victoria            |                    |
| 2016 | Let It Die                         | Mushroom Magistrate |                    |
| 2016 | Sid Meier's Civilization VI        | Quote               | Cita de tecnologia |

## Als escenaris
| Curs | Títol             | Rol     | Teatre                           | Notes                                  |
| ---- | ----------------- | ------- | -------------------------------- | -------------------------------------- |
| 2017 | All the Fine Boys | Emily   | Pershing Square Signature Center | Del 14 de febrer al 26 de març de 2017 |
| 2019 | Mac Beth          | Macbeth | Lucille Lortel Theatre           | Del 7 de maig al 9 de juny de 2019     |

## Premis i nominacions
| Any  | Premi                              | Categoria                                                      | Treball               | Resultat  |
| ---- | ---------------------------------- | -------------------------------------------------------------- | --------------------- | --------- |
| 2009 | Young Artist Awards                | Best Performance in a TV Series – Guest Starring Young Actress | Ghost Whisperer       | Nominat   |
| 2009 | Dublin Film Critics' Circle Awards | Best Actress – 4th place                                       | Orphan                | Guanyador |
| 2009 | Fright Meter Awards                | Best Actress                                                   | Orphan                | Guanyador |
| 2010 | Fangoria Chainsaw Awards           | Best Supporting Actress                                        | Orphan                | Nominat   |
| 2014 | Behind the Voice Actors Awards     | Best Vocal Ensemble in an Anime Feature Film/Special           | From Up on Poppy Hill | Nominat   |
| 2016 | Madrid International Film Festival | Best Lead Actress                                              | Don't Let Me Go       | Nominat   |
| 2021 | Tribeca Film Festival              | Best Actress in a Leading Role                                 | The Novice            | Guanyador |
| 2022 | Independent Spirit Awards          | Best Female Lead                                               | The Novice            | Nominat   |